# Live in Japan 2002
Live In Japan 2002 utkom 2003 och är det första livealbumet av Simple Plan. Det här albumet är inspelat bara för Japan.

## Låtlista
| Nr | Titel                                 | Version |
| -- | ------------------------------------- | ------- |
| 1. | "You Don't Mean Anything"             | Live    |
| 2. | "The Worst Day Ever"                  | Live    |
| 3. | "Grow Up"                             | Live    |
| 4. | "American Jesus" (Bad Religion-cover) | Live    |
| 5. | "I'm Just a Kid"                      | Live    |
| 6. | "Addicted"                            | Album   |
| 7. | "Vacation"                            | Album   |
| 8. | "Surrender" (Cheap Trick-cover)       | Album   |